# Teracotona proditrix
Teracotona proditrix är en fjärilsart som beskrevs av Emilio Berio 1939. Teracotona proditrix ingår i släktet Teracotona och familjen björnspinnare. Inga underarter finns listade i Catalogue of Life.